# Fragmenty praskie
Fragmenty praskie – dwie pisane głagolicą karty, przechowywane w Archiwum Kapituły Kolegiackiej w Pradze. Spisane pod koniec XI wieku, stanowią fragment starszej księgi liturgicznej obrządku słowiańskiego. Jest to jedyny znany zabytek staro-cerkiewno-słowiański w czystej redakcji zachodniosłowiańskiej. Jako miejsce powstania, pomimo licznych wątpliwości, przyjmuje się najczęściej ośrodek sazawski.
Karty odnalazł w 1855 roku niemiecki historyk Konstantin Höfler. Dwa lata później Höfler ogłosił ich tekst wraz z Pavlem Jozefem Šafárikiem w pracy Glagolitische Fragmente. Fragmenty praskie były kilkukrotnie publikowane w chrestomatiach, m.in. przez Miloša Weingarta (Texty ke studiu jazyka a písemnictví staroslověnského, Praha 1949) i Františka Václava Mareša (An Anthology of Church Slavonic Texts of Western (Czech) Origin, München 1979).
Karta pierwsza zawiera zbiór krótkich modlitw, tzw. světilny, druga fragment liturgii wielkopiątkowej. W warstwie językowej tekst zawiera liczne bohemizmy.